# Ernst Schmied

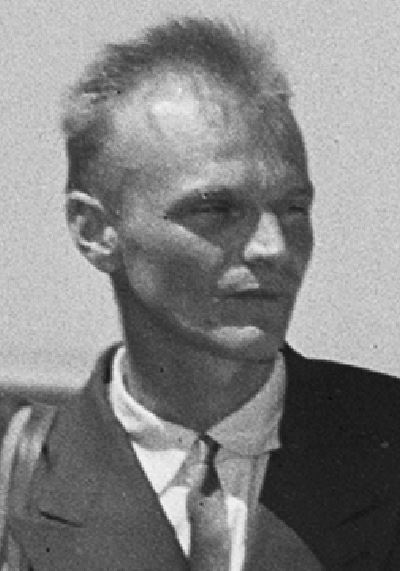
Ernst Schmied (1956)

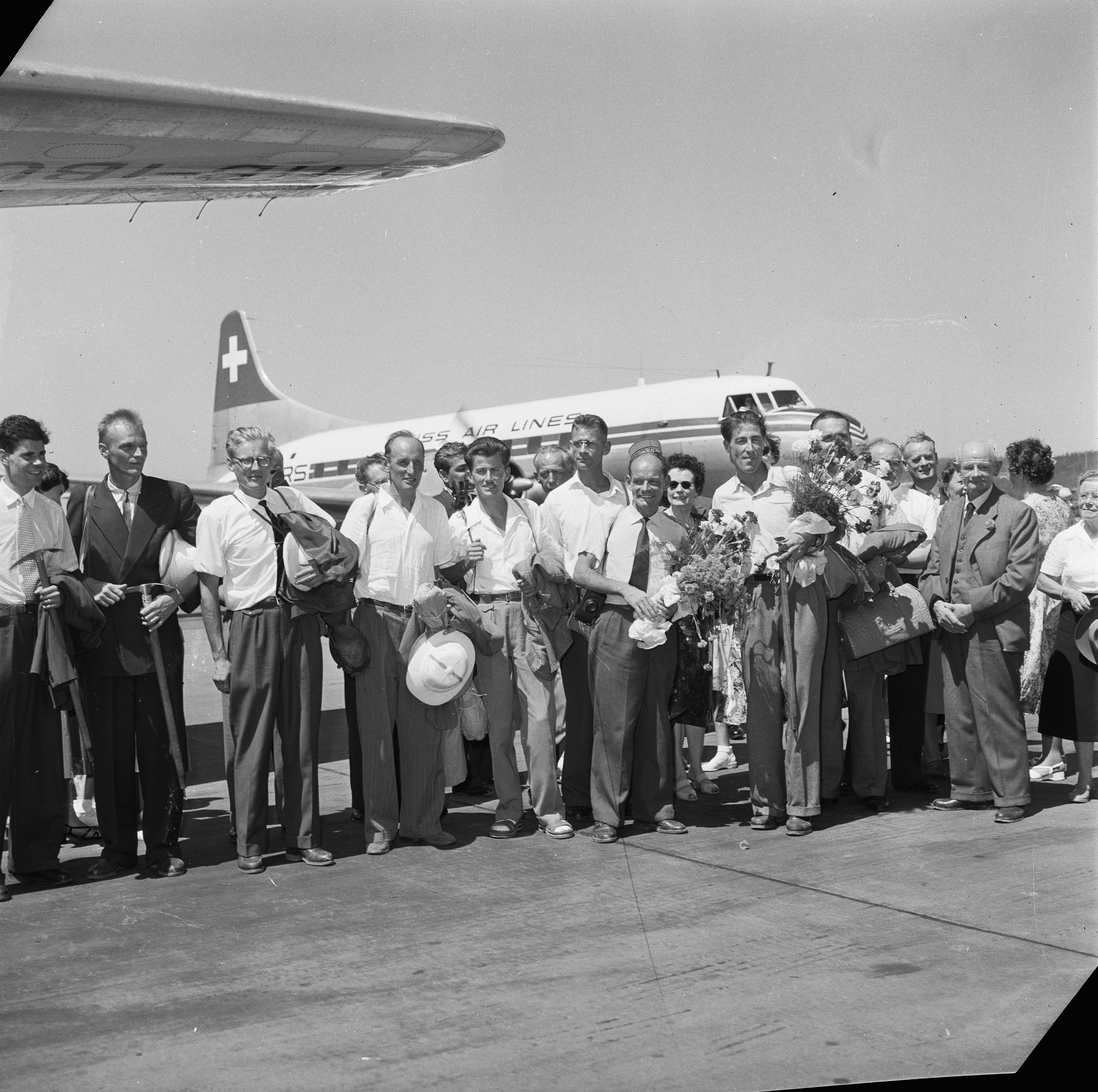
Himalaya-Expedition 1956: Ernst Schmied 2. von links

Ernst Schmied (* 1924; † 22. März 2002) war ein Schweizer Bergsteiger. Zusammen mit Jürg Marmet gelang ihm am 23. Mai 1956 die zweite Besteigung des Mount Everest. Beide waren damit auch die ersten Schweizer auf dem höchsten Berg der Erde. 
Schmied hatte bereits alle größeren Wände des Berner Oberlandes bestiegen und war 1956 Mitglied der dritten Schweizer Everest-Expedition, bei der er für Ernährung und Verpflegung verantwortlich war. 
Schmieds Frau Dora war die Schwester seines Teamkollegen Hansruedi von Gunten. Schmied betrieb in Bern ein Fachgeschäft (Leder Schmied) an der Genfergasse.